# Amboy (Indiana)
Amboy è una città degli Stati Uniti d'America, nella Contea di Miami, nello Stato dell'Indiana.
La popolazione era di 349 abitanti nel censimento del 2006.